# Campionato europeo femminile di pallacanestro Under-16 1993
Il Campionato europeo femminile di pallacanestro Under-16 1993 (noto anche come FIBA EuroBasket Women Under-16 1993) si è svolto in Slovacchia, a Poprad.

## Classifica finale
| Campione d'Europa | Campione d'Europa | Campione d'Europa |
| ----------------- | ----------------- | ----------------- |
| Russia            |                   |                   |
| Argento           | Spagna            |                   |
| Bronzo            | Italia            |                   |
| 4.                | Slovacchia        |                   |
| 5.                | Ungheria          |                   |
| 6.                | Francia           |                   |
| 7.                | Grecia            |                   |
| 8.                | Belgio            |                   |
| 9.                | Lituania          |                   |
| 10.               | Finlandia         |                   |
| 11.               | Lettonia          |                   |
| 12.               | Croazia           |                   |